# Isopolia angarensis
Isopolia angarensis är en fjärilsart som beskrevs av Max Wilhelm Karl Draudt 1950. Isopolia angarensis ingår i släktet Isopolia och familjen nattflyn. Inga underarter finns listade i Catalogue of Life.